# Lijst van Sri Lankese autosnelwegen

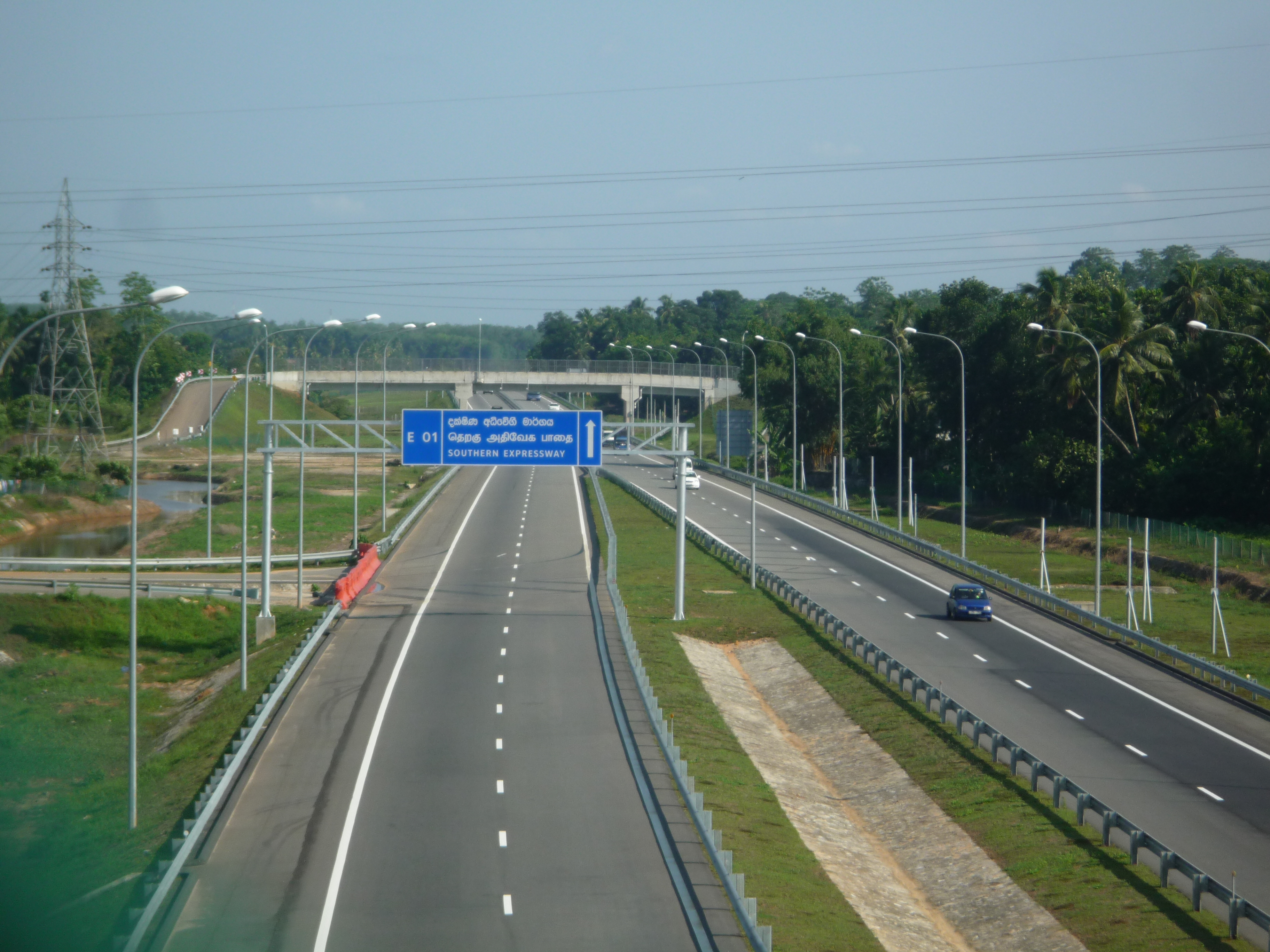
Sri Lankese autosnelweg

Hieronder volgt een lijst van autosnelwegen (Singalees:E ශ්‍රේණියේ මාර්ග) in Sri Lanka. Sri Lankese snelwegen dragen een E-nummer (voor Expressway) en worden bewegwijzerd met witte letters op blauwe achtergrond.
| Schild | Nummer | Naam                          | Traject                                                 | Lengte  | Opmerkingen                 |
| ------ | ------ | ----------------------------- | ------------------------------------------------------- | ------- | --------------------------- |
|        | E01    | Southern Expressway           | Verbindt Colombo met Hambantota                         | 222 km  | Geopend tussen 2011 en 2020 |
|        | E02    | Outer Circular Expressway     | Rondweg rond Colombo                                    | 28,8 km |                             |
|        | E03    | Colombo-Katunayake Expressway | Verbindt Colombo met Bandaranaike International Airport | 25,8 km | Geopend in 2013             |
|        | E04    | Central Expressway            | Verbindt Dambulla met de E02                            | 137 km  | in aanleg                   |
|        | E06    | Magampura Expressway          |                                                         |         | in aanleg                   |
|        | E07    | Ruwanpura Expressway          |                                                         |         | in aanleg                   |
|        | E09    | Port Access Elevated Highway  |                                                         |         | in aanleg                   |